# Mačkovec, Laško
Mačkovec je naselje v Občini Laško.